# Kazimierz Adamowski
Kazimierz Józef Adamowski  herbu Jastrzębiec (ur. 8 marca 1804 w Rzeszowie; zm. 17 marca 1879 w Rzeszowie) – polski szlachcic, radny m. Rzeszowa, senior Rady Miasta, wieloletni kancelista Magistratu.

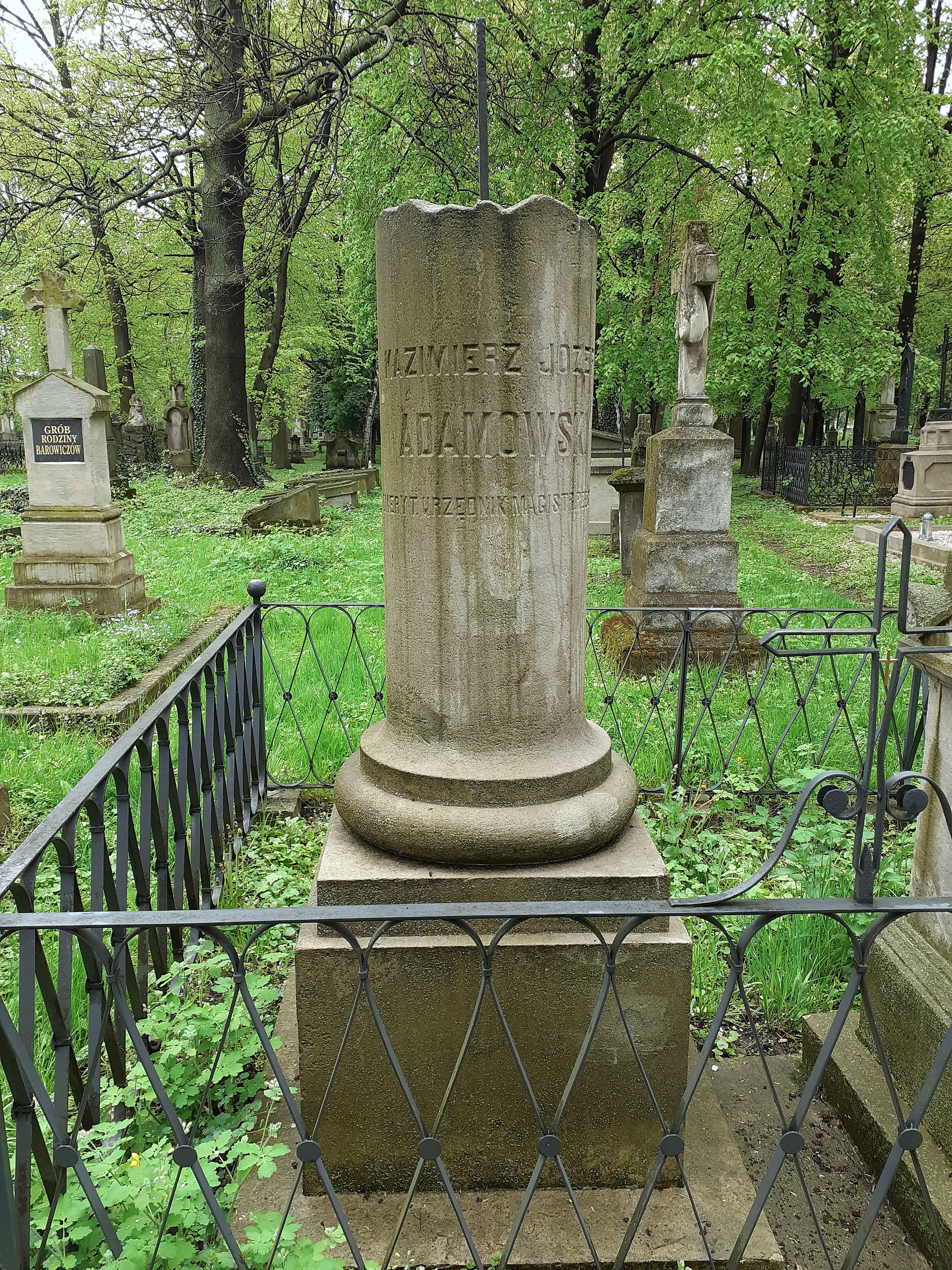
Nagrobek Kazimierza Adamowskiego

Został pochowany na rzeszowskim Starym Cmentarzu w Rzeszowie w kwaterze VII.